# Эль-Джифара
Эль-Джифара (араб. الجفارة‎) — административный район в Ливии. Административный центр — город Эль-Азизия. Площадь 2666 квадратных километров. Население 453 198 человек по данным 2006 года.

## Географическое положение
На севере и западе Эль-Джифара омывается водами Средиземного моря. Внутри страны граничит со следующими муниципалитетами: Триполи (восток), Эль-Джебель-эль-Гарби (юг), Эз-Завия (запад).